# موستکی (استان لوبوسکی)
موستکی (به لاتین: Mostki) یک روستا در لهستان است که در گمینا لوبژا (استان لوبوسکی) واقع شده‌است. موستکی ۵۰۰ نفر جمعیت دارد.